# Viens m'embrasser
Viens m'embrasser (phát âm tiếng Pháp: [vjɑ̃.mɑ̃.bʁa.se]) là một nhạc phẩm được trình bày bới ca - nhạc sĩ Julio Iglesias và được trình bày ở hai phiên bản tiếng Anh và tiếng Tây Ban Nha. Đĩa đơn được phát hành vào năm 1981.
Tại Việt Nam, nhạc phẩm này được lấy tên gọi là "Lại gần hôn em" được trình bày bởi rất nhiều ca sĩ trong nước nhưng thành công nhất vẫn là nữ ca sĩ Ngọc Lan và nam ca sĩ Bằng Kiều ở hải ngoại.